# Dobre (gmina, Couïavie-Poméranie)
Pour les articles homonymes, voir Dobre.
Dobre est une gmina rurale du powiat de Radziejów, Couïavie-Poméranie, dans le centre-nord de la Pologne. Son siège est le village de Dobre, qui se situe environ 6 km au nord de Radziejów et 40 km au sud de Toruń.
La gmina couvre une superficie de 70,77 km2 pour une population de 5 505 habitants.

## Géographie
La gmina est bordée par les gminy de Dąbrowa Zielona, Gidle, Kluczewsko, Kobiele Wielkie, Koniecpol, Wielgomłyny et Włoszczowa.